# سد تسانین
سد تسانین (به لاتین: Tzaneen Dam) یک سد در آفریقای جنوبی است که در لیمپوپو واقع شده‌است.